# Aliens versus Predator 2
Aliens versus Predator 2 (укр. Чужі проти Хижаків 2) — комп'ютерна гра, шутер від першої особи, розроблений компанією Monolith Productions і випущений в продаж компанією Sierra Entertainment у 2001 році. Гра є продовженням гри Aliens versus Predator, яка була частково заснована на серіях фільмів «Чужий» та «Хижак».
Як і в першій грі, гравцеві дається вибір з трьох кампаній, кожну з яких потрібно проходити від різного персонажа/раси: ксеноморфа, хижака і колоніального морпіха (людини). У грі також фігурує четверта сторона, якій не можна грати — «Залізні ведмеді», або «Корпоративники» — найманці, що представляють сили безпеки корпорації Вейланд-Ютані; за них можна грати тільки в розрахованому на багато користувачів режимі.
Sierra випустила доповнення до гри під назвою Aliens versus Predator 2: Primal Hunt (укр. Первісна охота) у 2002 році.
У 2003 році MacPlay випустила портовану The Omni Group версію гри для Mac OS X, яка не підтримувала багатокористувацький режим гри через Всемережжя у версіях Mac OS X починаючи з 10.3 і новіше, але незабаром вийшов неофіційний патч, що усуває цю проблему. З виходом Mac OS X 10.5 на вебфорумах користувачів Mac OS X з'явилися повідомлення про непрацездатність гри.
Офіційно був випущений Linux-сервер гри у вигляді вільно поширюваного файлу, однак для його роботи необхідна встановлена Windows-версія гри.

## Дизайн
При розробці гри зовнішній вигляд більшості об'єктів був перенесений з оригінальних фільмів: спорядження морпіхів і Хижаків, десантні бронетранспортери і шатли, військовий корабель «Верлок» — точна копія «Сулак», а вантажний корабель «Аврора» — точна копія «Ностромо». Первинний Операційний Комплекс та інші будови людей на поверхні планети взяті з фільму «Чужі» (аж до синього столу для перегляду планів і схем комунікацій), інтер'єр Рятувальних Капсул оформлений в стилі кают корабля з фільму «Чужий», розрахований на багато користувачів рівень Leadworks повторює ливарний цех з фільму Чужий³.
У міру проходження гри в різних локаціях можна знайти кілька часописів з обкладинками, що посилаються на фільм «Чужий». На обкладинці одного часопису зображений кадр фільму з «Ностромо» в польоті (момент, коли «Ностромо» відчіплюється від тягача і стартує до LV-426). На обкладинці іншого — світлина синтетичної людини Еша (актор Ієн Голм) в повний зріст.

## Дія
Хронологічно дія відбувається в проміжку між фільмами «Чужий 3» та «Чужий: Воскресіння». Приблизно через 50 років після подій фільмів «Чужі» і «Чужий 3» корпорація «Вейланд-Ютані» простежила траєкторію корабля, знайденого на планеті LV-426, до планети LV-1201 і виявила світ з багатою рослинністю і населений різними живими істотами. Пізніше виявляється, що на планеті є також кілька вуликів Чужих.
У 2220 році Корпорація під керівництвом доктора Ейзенберга засновує там дослідницьку базу для вивчення планети, стародавніх руїн і ксеноморфів, що її населяють. Всього на планеті розміщені такі об'єкти:
- Комплекс Первинних Операцій (Primary Operation Complex, POC). Багато будівель — житлові приміщення, служби життєзабезпечення, склади, лабораторії, майстерні, ангари, посадкові майданчики, командні пости тощо  — з'єднані мережею доріг і оточені потужним периметром безпеки.
- Капсули Спостереження (Pods). 5 великих вальцевих об'єктів, розміщених в горах неподалік від POC. Капсули підвішені на опорах, закріплених на скелях ущелини. Кожна з капсул є автономним об'єктом, містить приміщення для житла і роботи, ангар для десантних кораблів і ліфт для зв'язку з поверхнею. Долина під капсулами оточена периметром з самочинними кулеметами.
- Тунелі. Мережа тунелів з'єднує долину, в якій розташований КПО, і ущелини з капсулою.
- Комплекс Z. База археологів, заснована неподалік від стародавніх будівель Пілотів. На жаль, Чужі заснували свій Вулик по сусідству з цими руїнами.
- Службові будівлі. Ангари, гаражі, склади, станції зв'язку, розташовані за периметром КПО.